# エドゥアルド・ベージョ
- エドゥアルド・ベッロ
- エドゥアール・ベージョ

エドゥアルド・アレクサンデル・ベージョ・ヒル (Eduard Alexander Bello Gil , 1995年3月19日 - )は、ベネズエラ・ミランダ州カラカス出身のサッカー選手。リーガMX・マサトランFC所属。ポジションはMF。他に『エドゥアルド・ベッロ』などの表記がある。

## クラブ経歴
2009年にヤラクヤーノスFCのユースアカデミーに入所。2013年にトップチームに昇格し、9月22日のトゥカネス・デ・アマゾナスFC戦でプロデビュー。2014年1月19日のデポルティーボ・タチラFC戦でプロ初ゴールを決めた。
2014年6月、カラボボFCと契約。移籍3年目の2016年シーズンに出場機会が増え、34試合出場で初の二桁ゴールとなる11ゴールを記録。翌2017年シーズンも9ゴールを決めた。
2018年1月12日、デポルテス・アントファガスタへのローン移籍が決定。加入後即先発に定着。同年シーズン8試合2ゴールを決めたところで、4月に完全移籍に移行。同年シーズンは自己最多のシーズン13ゴールを記録。2020年シーズンも10ゴールを決めた。

## 代表経歴
2018年9月にベネズエラ代表に初招集。8日のコロンビア戦で代表戦初出場。2021年10月10日の2022 FIFAワールドカップ・南米予選のエクアドル戦では、後半13分に勝ち越しとなる代表初ゴールを決め、2-1で勝利。同予選2勝目をもたらした。

## 人物
- ヤラクヤーノスFCに入団する2009年までは野球もしていたという。